# كارل أورف
'
كارل أورف (بالألمانية: Carl Orff) (ميونيخ 10 يوليو 1895 - ميونيخ، 29 مارس 1982) كان ملحنًا ألمانيًا، ومن أشهر ملحني القرن العشرين، فأعماله تعتبر تعليمية، فعمد كارل على تعليم الموسيقى الإيقاعية. وأنشأ المركز التعليمي للموسيقى للأطفال في 1925 الذي أمضى وقته للتعليم حتى موته في 1982، ومن أعماله المهمة كانت كارمينا بورانا والكانتاتا.

## حياته
درس أورف في الكلية الموسيقية في ميونيخ في 1914، من بعد ذلك خدم في جيش الدفاع الألماني في الحرب العالمية الأولى ولعب دورا مهما في الأوبرا في مانهايم ودارمشتات ورجع بعد ذلك إلى ميونخ لإنهاء دراسته.
كان لا يحب الكلام عن نفسه وعن ماضيه، والمعروف عنه بأنه وُلد في ميونخ وجاء من عائلة من أصل بافيرا ونشيطة عسكرياً في الجيش الألماني. أما عن اتصال كارل أورف بالنازية فلم تثبت أبداً وكانت كارمينا بورانا شعبية في ذلك والوقت في ألمانيا من بعد أن قدمها كارل في فرانكفورت في 1937.

## أعماله الموسيقية
كارمينا بورانا في 1937. كارمينا تعني «أشعار» أمّا بورانا فتعني دنيوية فيكون المعنى (أشعار دنيويّة. كان تلحين أورف يعكس اهتمامه وتقربّه إلى الشعر الألماني من العصور الوسطى. وتُعتبر أوبرا كارمن مستوحاة من كارمينا بورانا.

## الوصلات الخارجية
- صفحـة كارل أورف الرسمية
- صفحة كارل أورف الموسيقية
- Orff at NNDB
- Music Education: Classical Composor Carl Orff
- IMDb profile

## روابط خارجية
- كارل أورف على موقع IMDb (الإنجليزية)
- كارل أورف على موقع الموسوعة البريطانية (الإنجليزية)
- كارل أورف على موقع مونزينجر (الألمانية)
- كارل أورف على موقع ألو سيني (الفرنسية)
- كارل أورف على موقع ميوزك برينز (الإنجليزية)
- كارل أورف على موقع أول موفي (الإنجليزية)
- كارل أورف على موقع قاعدة بيانات الأفلام السويدية (السويدية)
- كارل أورف على موقع إن إن دي بي (الإنجليزية)
- كارل أورف على موقع أول ميوزيك (الإنجليزية)
- كارل أورف على موقع ديسكوغز (الإنجليزية)